# MIAT Mongolian Airlines

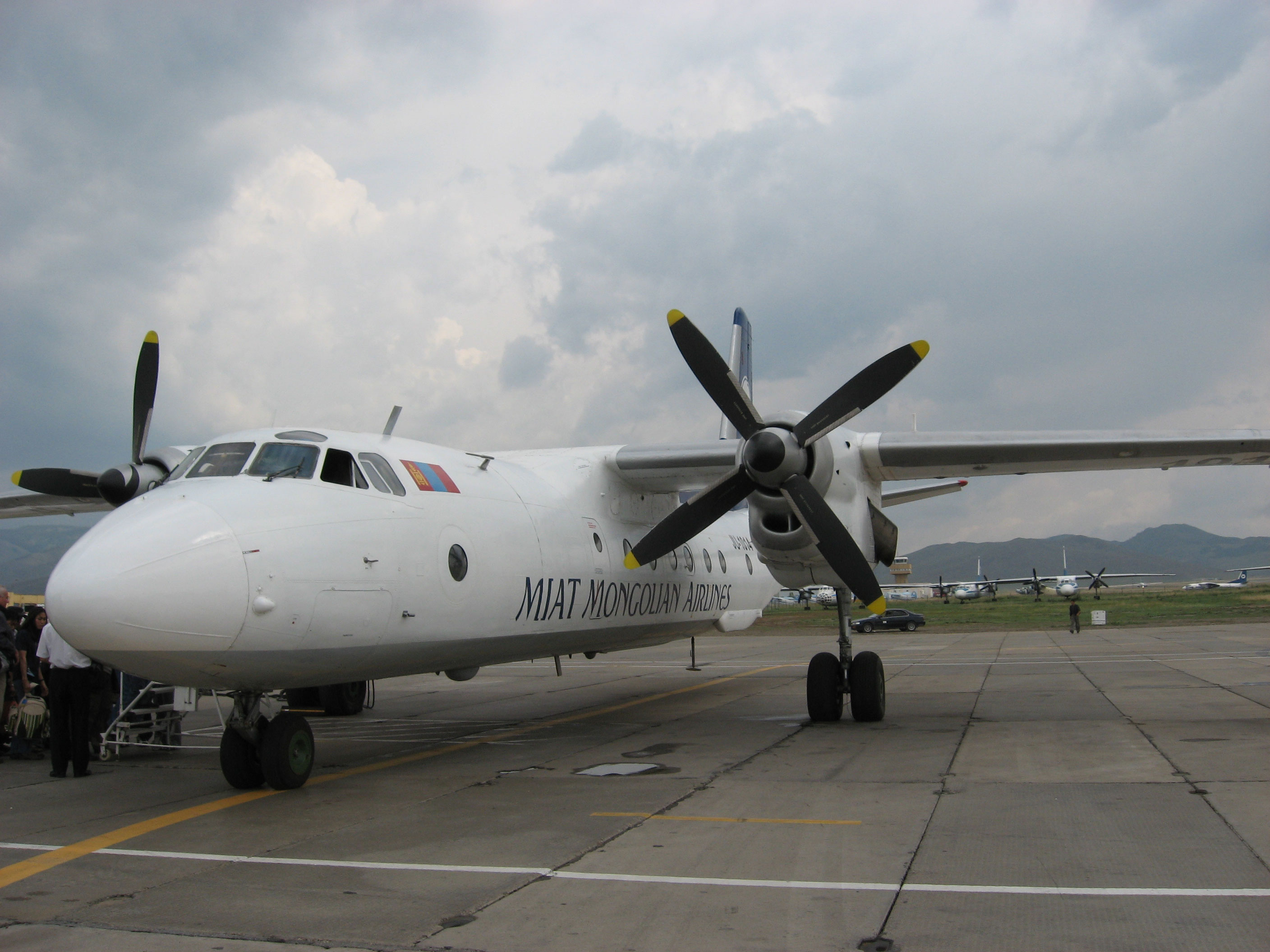
MIAT Mongolian Airlines Ан-26 в 2007 році. Літак придатний до використання і стоїть на зберіганні в Міжнародному аеропорту Чингісхан

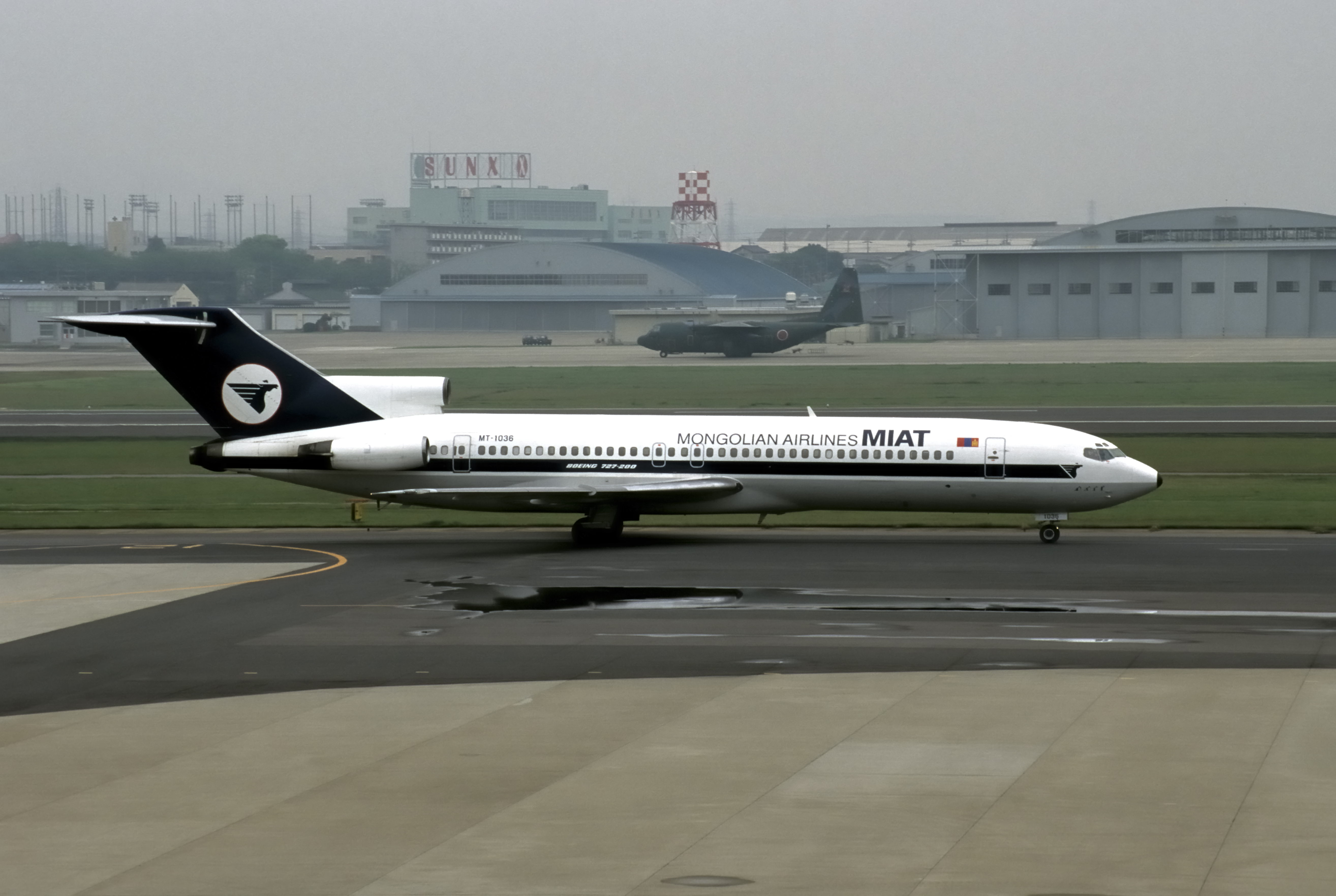
Mongolian Airlines Boeing 727-281 в старому розфарбуванні.

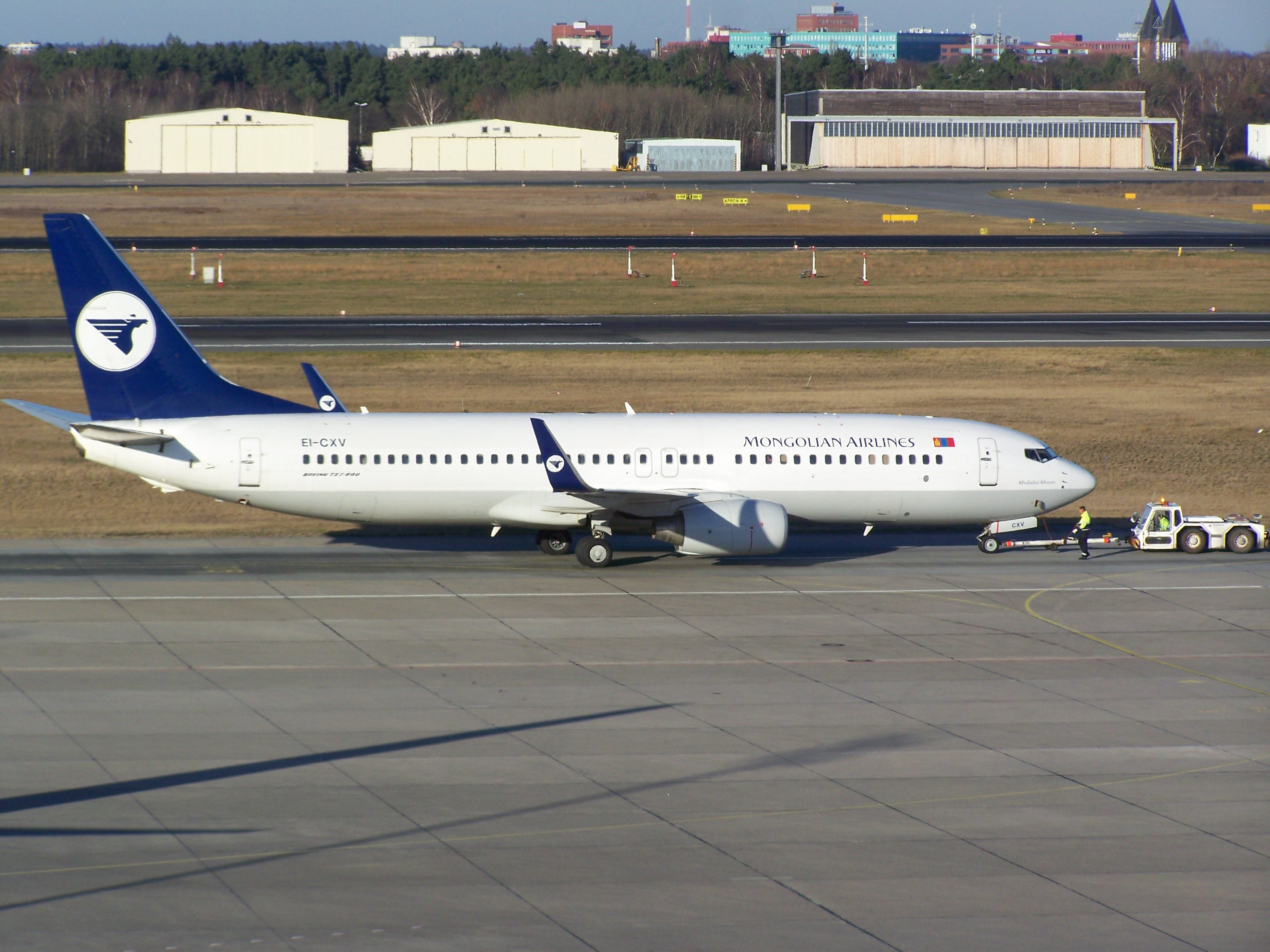
Boeing 737-800 MIAT Mongolian Airlines після посадки в Міжнародному аеропорту Тегель в Берліні, Німеччина. (2008 рік)

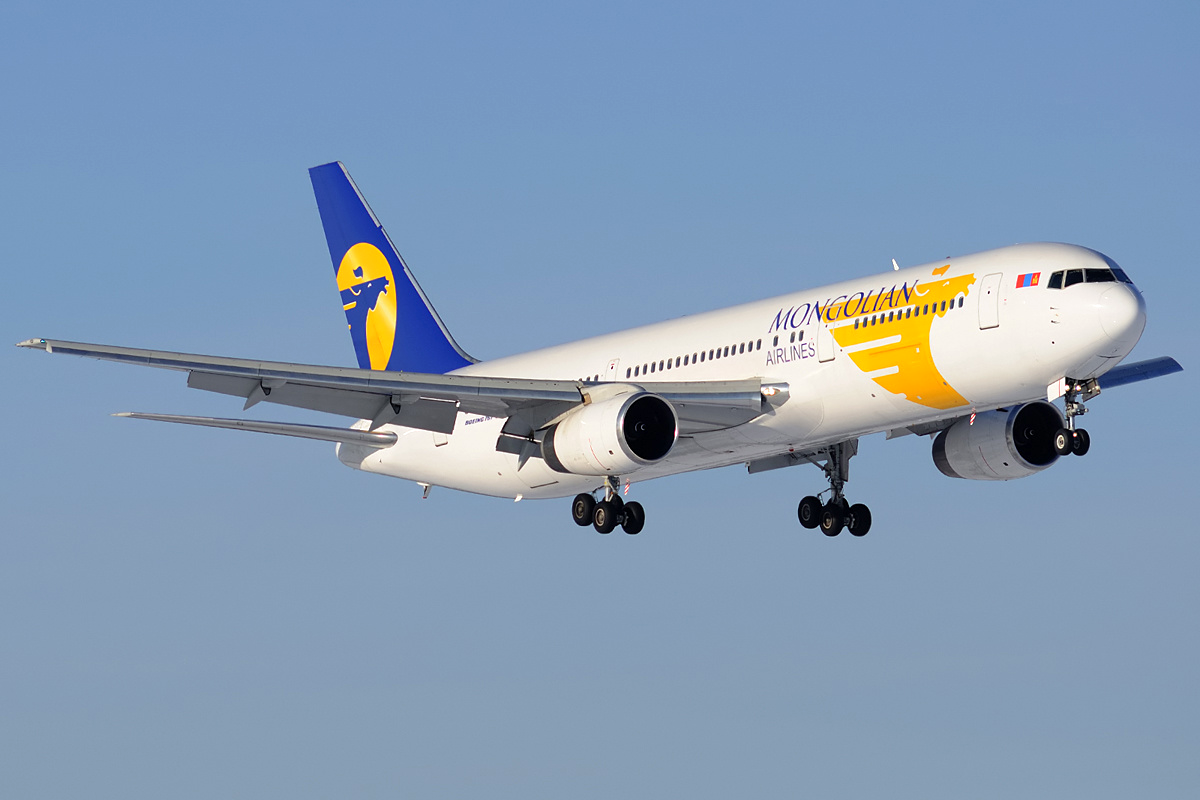
Boeing 767-300ER Монгольських авіаліній перед посадкою в Міжнародний аеропорт Шереметьєво в 2012 році.

MIAT - Mongolian Airlines (монг. МИАТ - Монголын Иргэний Агаарын Тээвэр - Монгольський Цивільний Повітряний Транспорт) — національний авіаперевізник Монголії, базується в Улан-Баторі. Виконує міжнародні рейси за 9 напрямами, володіє 17 літаками. Портом приписки є Міжнародний аеропорт Чингісхан, розташований у Улан-Баторі. У 2009 році авіакомпанія перевезла близько 600 000 пасажирів (з них 0,5 за міжнародними напрямками).

## Історія

### МНР
Компанія була заснована в 1956 році. Вона почала свою діяльність за допомогою Аерофлоту і почала польоти 7 липня 1956 застосуванням літаків Ан-2 з Улан-Батора в Іркутськ. Авіакомпанія також використовувала літаки Лі-2 для польотів на міжнародних напрямках, таким, як Пекін і Москва. У 1960-х і 1970-х років авіакомпанія отримала турбогвинтові Ан-24 і Ан-26. Ту-154 почав використовуватися в кінці 1970-х.

### Після Демократичної революції
В 1992 році були закуплені п'ять китайських літаків Y-12, а також корейського Boeing-727-200, наступний Boeing-727-200 був закуплений в 1994 році. Перший Airbus A310 був переданий у фінансовий лізинг в 1998 році, і новий Boeing 737 був зданий в оренду в 2003 році для заміни старіючого флоту 727-200. Починаючи з 2003 року до 2008 року, літаки Ан-24 і Ан-26 поступово перестали використовуватися постійно. У квітні 2008 року MIAT отримав свій другий літаків Boeing 737-800 в оренду від CIT Aerospace.
З 12 листопада 2007 року на рейси починають діяти електронні квитки.
У липні 2008 року MIAT перестала літати по внутрішнім рейсам. У червні 2009 року авіакомпанія тимчасово відновила регулярні внутрішні рейси в Мурен і Ховд використовуючи свої літаки Boeing 737-800.
В кінці 2009 року MIAT почала чартерні рейси в Гонконг і Санья, Хайнань.У 2010 році під час ремонтних робіт було пошкоджено крило Airbus A310 внаслідок чого літак був відсторонений від польотів хоча були проведені належні техніко-ремонтні роботи з усунення даного пошкодження. У червні 2010 року рейси авіакомпанії були заблоковані через страйки механіків, які висловили незгоду з рішенням про звільнення технічного директора. Тим не менш, ситуація була вирішена заміною генерального директора, технічного директора. У 2010 році Airbus A310 передали на короткий час на облік Міністерства Оборони Монголії, але скоро був повернутий назад. У 2011 році, авіакомпанія офіційно заявила про призупинення використанні Airbus A310 після 13 років експлуатації і про виставлення літака на продаж.

### Сучасний період
На початку 2011 року були взяті в оренду два Boeing 767-300ER, які раніше експлуатовалися в китайських авіакомпаніях до 2013 року. Перший літак увійшов в експлуатацію в травні 2011 року, другий-у листопаді 2011 року.
У червні 2011 року почалися регулярні рейси в Гонконг. Компанія також замовила три літаки Boeing 767-300ER і два Boeing 737-800s, які доставлені в період з 2013-2014 роки. Також почалися рейси в Сінгапур в 2014 році, але були припинені після шести місяців через збитки. MIAT перший раз за останні 2 десятиліття закупила літаки безпосередньо від виробника, замість лізингу який практикувався останні роки.
Відкриті безпосадочні перельоти в західну Європу (Берлін) на літаках Боїнг 767-300ER. Компанія призупинив внутрішні перевезення окрім постійних чартерних рейсів в Оюу-Толгой (Ханбогд).

## Маршрутна мережа
Перелік пунктів призначення (країни, міста) регулярних і сезонних рейсів авіакомпанії «MIAT - Mongolian Airlines» станом на 2013 рік в алфавітному порядку. Нині всі внутрішні маршрути законсервовані. У таблицю не включені чартерні маршрути (див. тут).
Кольорами в таблиці зазначені:

## Флот
Флот авіакомпанії, за інформацією на серпень 2016 року включає 6 літаків.

### Експлуатуються
- 3 літаки Boeing 737-800 (також замовлені 2 нові літаки, які будуть доставлені з 2014 по 2016 рік)
- 3 літака Boeing 767 (1 новий літаків типу Boeing 767-300 офіційно доставлений Boeing в травні 2013 року)[11][12][13][14]

### На зберіганні
- 8 літаків Ан-24 (використовуються для тренувань)
- 3 літаки Ан-26[15]
- 1 літак Airbus A310-300 (Проданий 21 липня 2014 року)

## Галерея

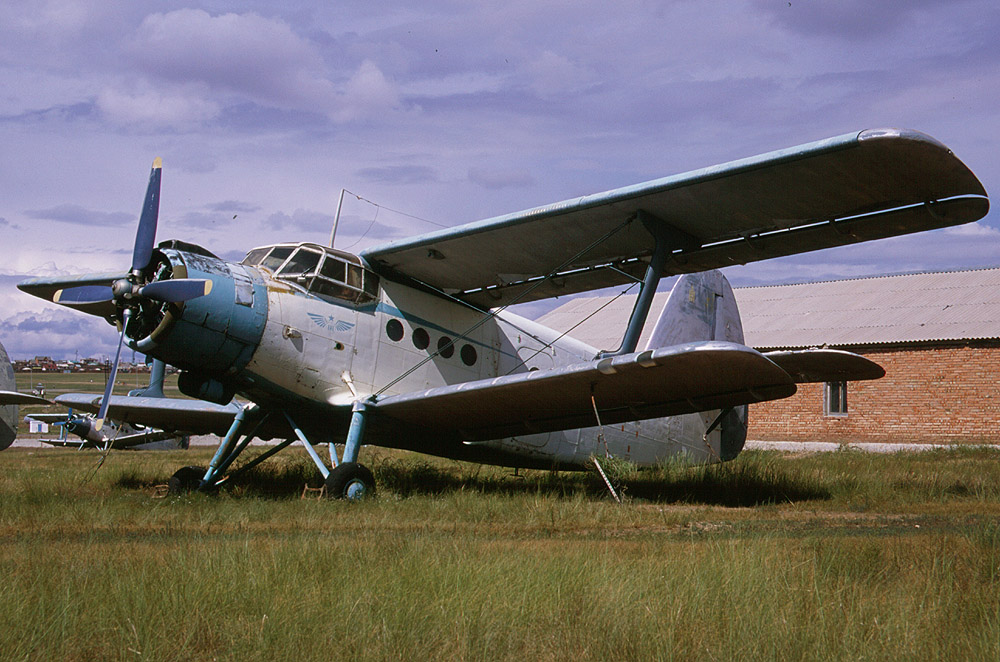
Ан-2
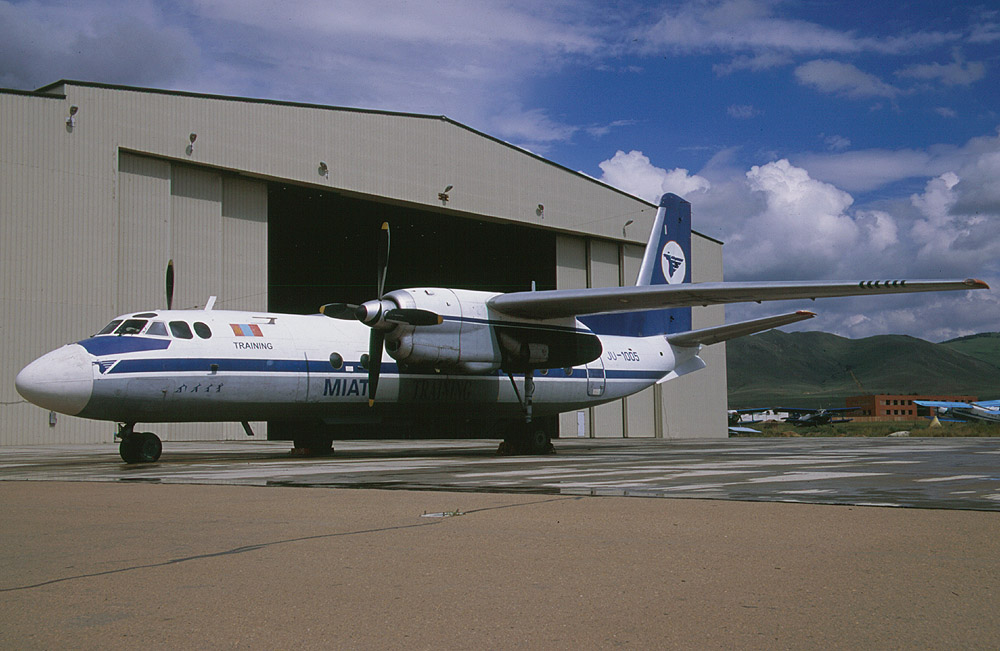
Ан-24
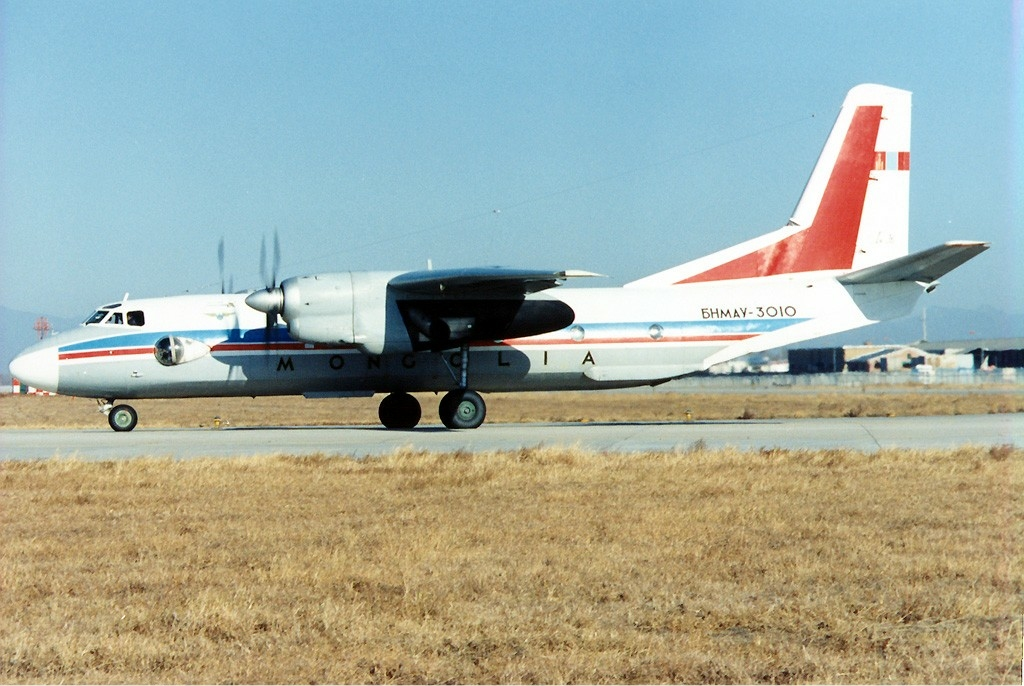
Ан-26 (в старой раскраске)
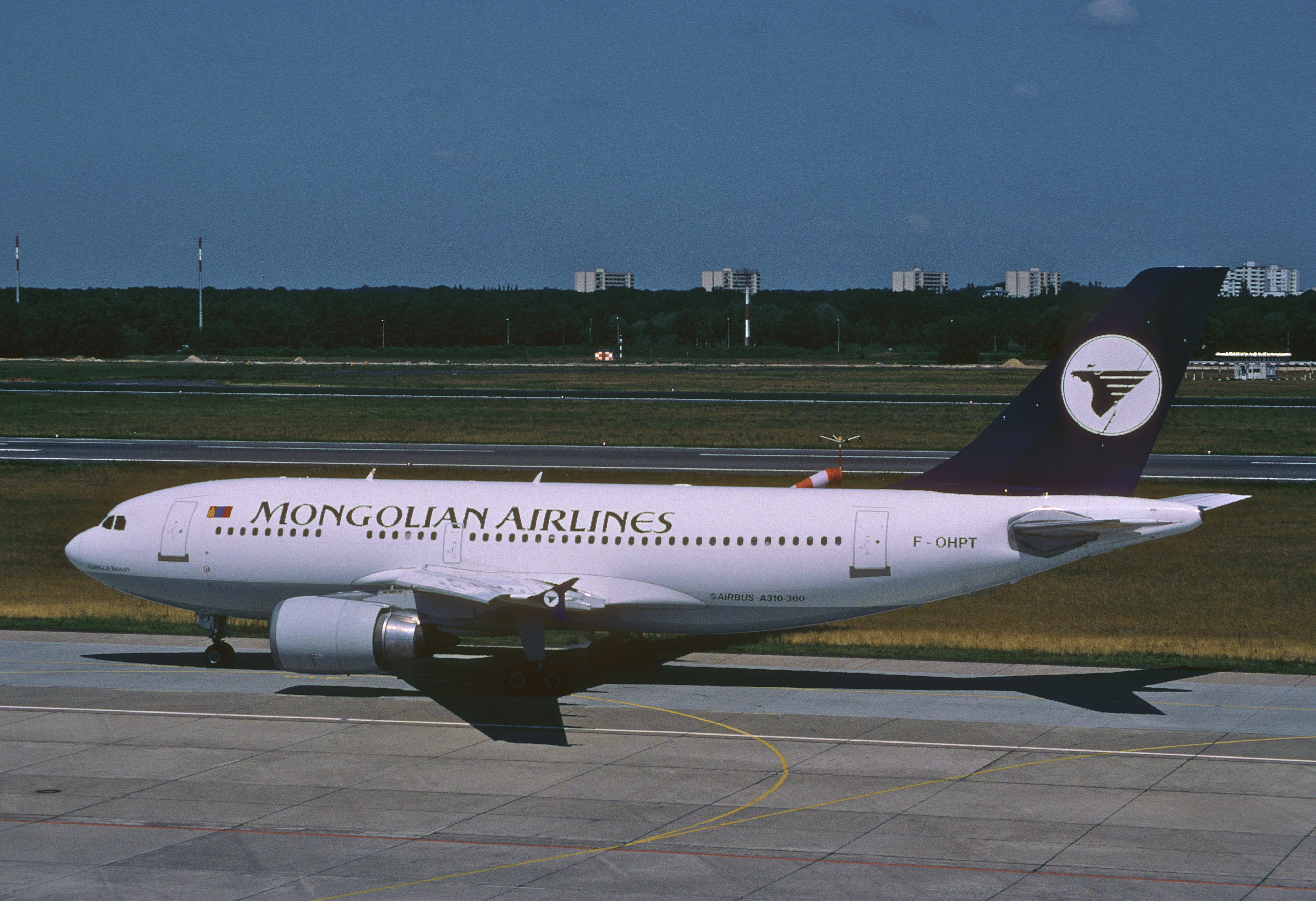
Airbus A310-304
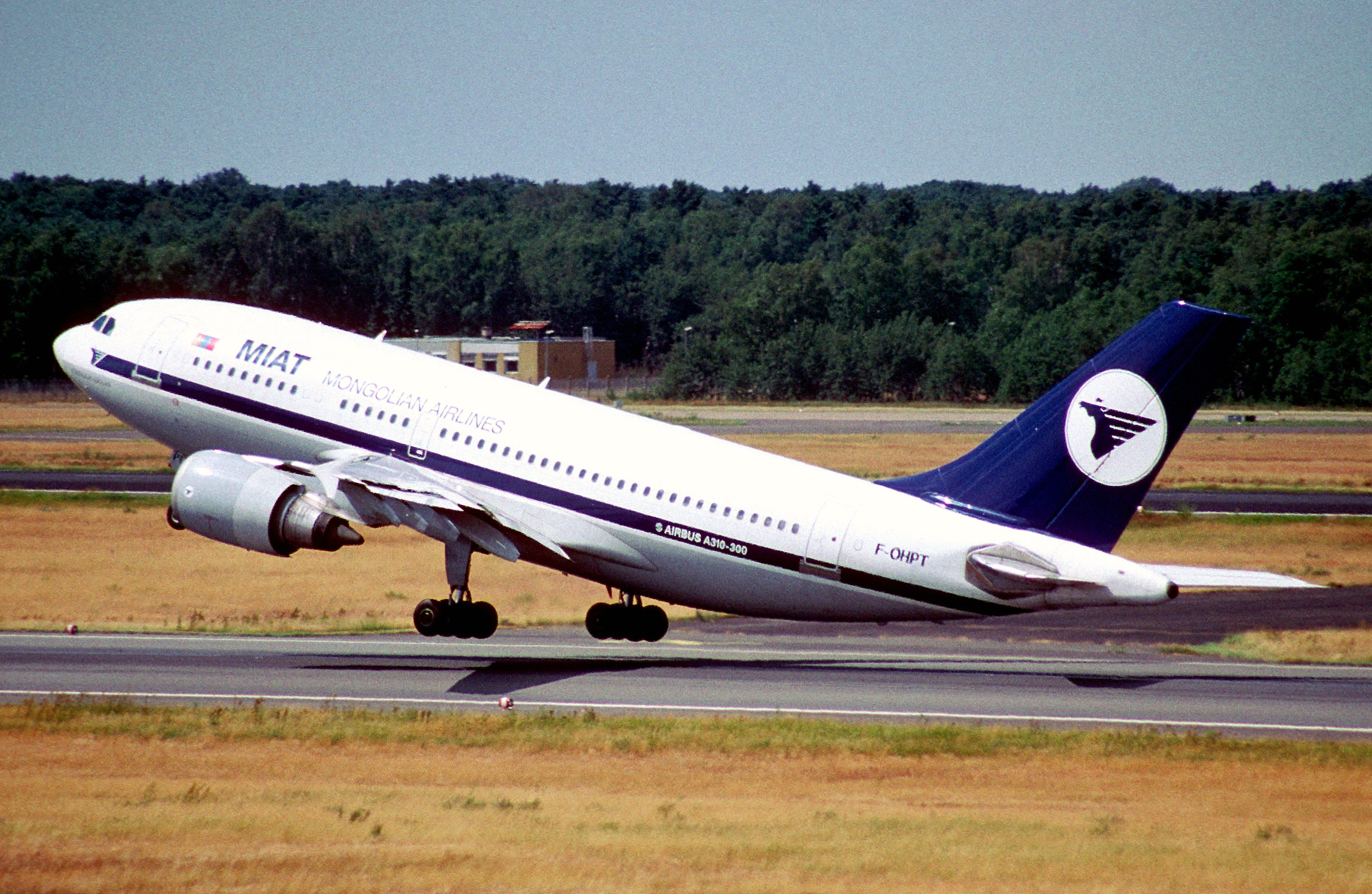
Airbus A310-304
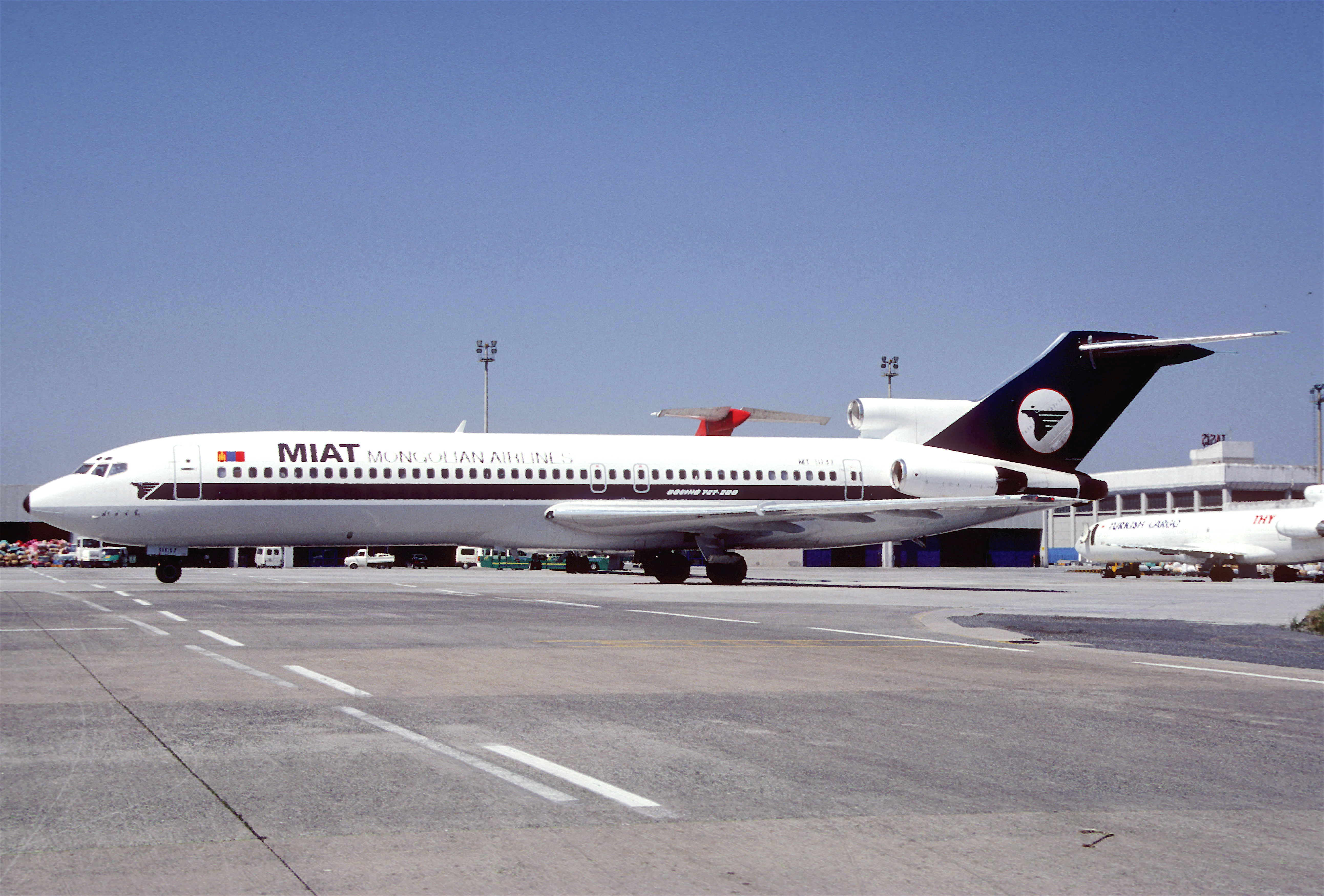
Boeing 727-281
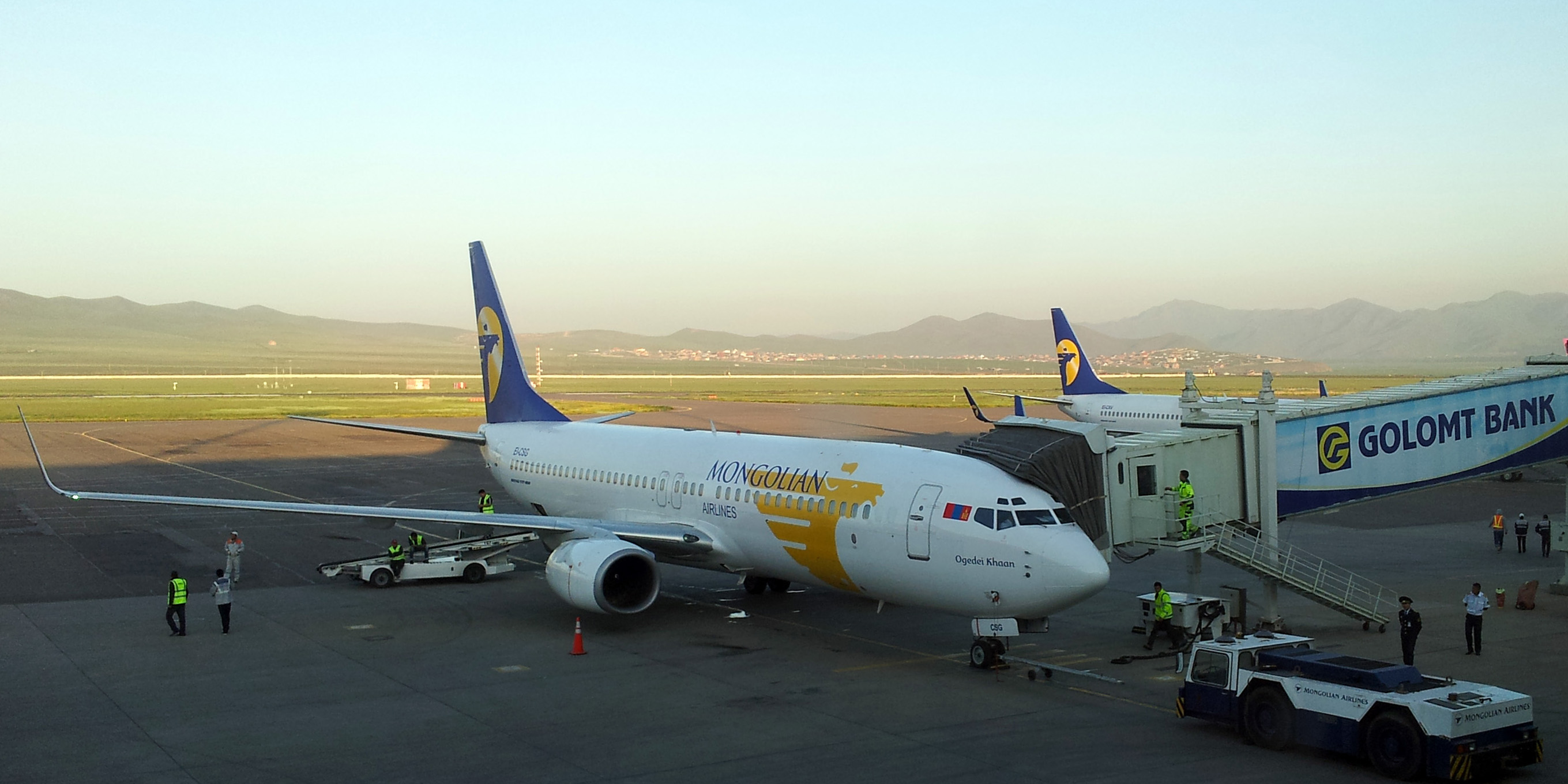
Boeing 737-800
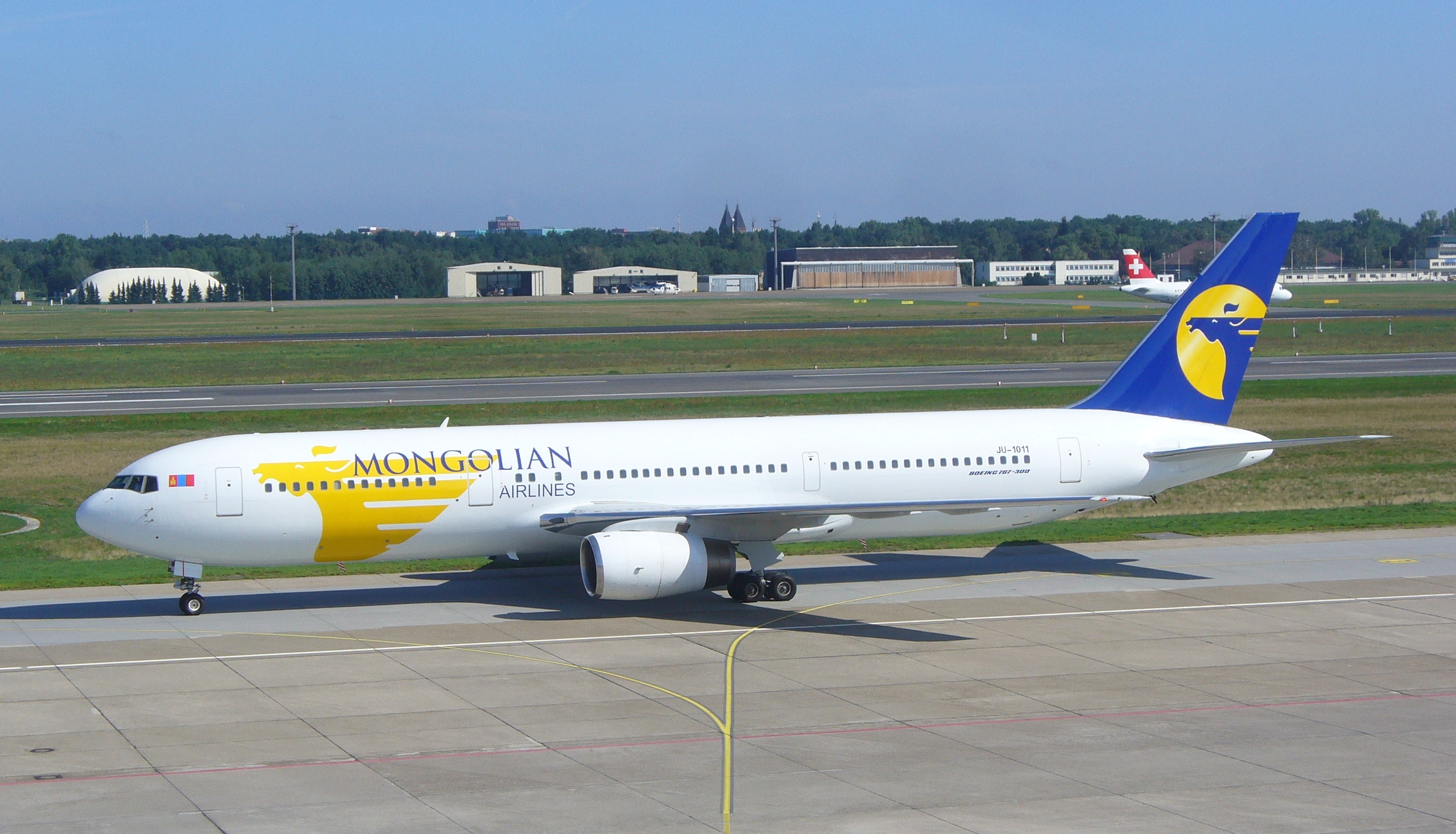
Boeing 767-300

## Інциденти та авіакатастрофи
- 26 травня 1998 року, Харбін Y-12 врізався в гору незабаром після вильоту з аеропорту Ерденет. Всі 28 пасажирів і членів екіпажу загинули.[16]